# 5035 Swift
5035 Swift (1991 UX) là một tiểu hành tinh vành đai chính được phát hiện ngày 18 tháng 10 năm 1991 bởi Seiji Ueda và Hiroshi Kaneda ở Kushiro.